# 黎巴嫩历史
黎巴嫩舊譯利巴嫩，是一個历史非常悠久的地區，早在2000多年前，腓尼基人就生活在这片土地上，现在黎巴嫩小店裡经常可以看到出土的腓尼基小人的仿制品。腓尼基人是第一个环非洲航行的民族，发明了腓尼基文字。黎巴嫩過去曾經盛產香柏，這些參天巨樹都是鄰近國家的重要建築材料。這些有關黎巴嫩的零散記錄，都可以在舊約聖經裡看得到。后来，古罗马占领了黎巴嫩，并修建了举世闻名的巴尔贝克神庙，该神庙是世界上保存最为完整的最大的罗马古建筑之一。
由于黎巴嫩扼守亚非欧战略要道，所以不少民族都曾经占领过黎巴嫩。相继受埃及、亚述、巴比伦、波斯、罗马、阿拉伯帝国统治。1517年被奥斯曼帝国占领。第一次世界大战后成为法国委任统治地。1941年6月英军在自由法国部队协助下占领黎巴嫩。同年11月自由法国部队宣布结束对黎的委任统治。1943年11月22日黎巴嫩擺脫法國委任統治宣布独立，成立黎巴嫩共和国。1946年12月英、法军全部撤离黎巴嫩。

## 史前
在旧石器时代晚期， 黎巴嫩已經有先民聚居，當時的黎巴嫩地区打磨石器工藝比較先進.

## 古代近东
最早的黎巴嫩史前文化是在Canaanite时期的Qaraoun文化。

## 古典
随着黎巴嫩沿岸的腓尼基人的力量逐渐衰落，此地于公元前539年被波斯帝国征服。

## 中世纪
在7世纪期间，穆斯林阿拉伯人征服了叙利亚。

## 奥斯曼统治
自13世纪起，奥斯曼人建立了一个横跨欧亚的大帝国。

## 国际联盟委任

法屬敘利亞託管地中的大黎巴嫩（綠色）

隨著第一次世界大戰後鄂圖曼帝國的垮台，國際聯盟將構成今日黎巴嫩的五個省份委任法國直接管轄。鄂圖曼帝國轄下的阿拉伯語區最初是按照賽克斯-皮科協定進行行政劃分；然而最後是按照1920年聖雷莫會議中所決定的最終方案，1921年國際聯盟正式確立了託管地建立、疆界和組織，1922年生效。

## 当代

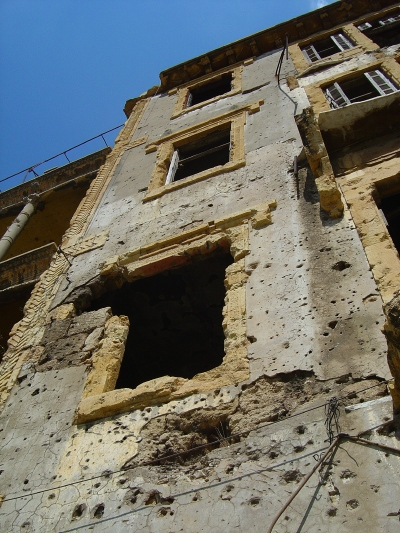
於1975年-1990年間內戰時期被破壞的建築

1975年4月，黎巴嫩基督教和伊斯兰教两派爆发内战。叙利亚自1976年10月起在黎巴嫩驻军，並扶植國內的真主黨遊擊隊；而以色列亦控制過南黎巴嫩一段時期作報復。1989年10月，伊、基两派议员达成“塔伊夫协议”，重新分配政治权力。1990年，黎内战结束。2005年4月26日，叙利亚遵照联合国决议，自黎巴嫩撤军，结束29年的直接干预。2006年7月12日，以色列与黎真主党爆发冲突，8月14日，以色列与黎真主党接受联合国安理会通过的第1701号决议，双方实现停火。2009年6月7日，黎巴嫩举行第十四届议会选举，萨阿德·哈里里被任命为总理并于11月9日组成新一届内阁。

### 内战及内战之后

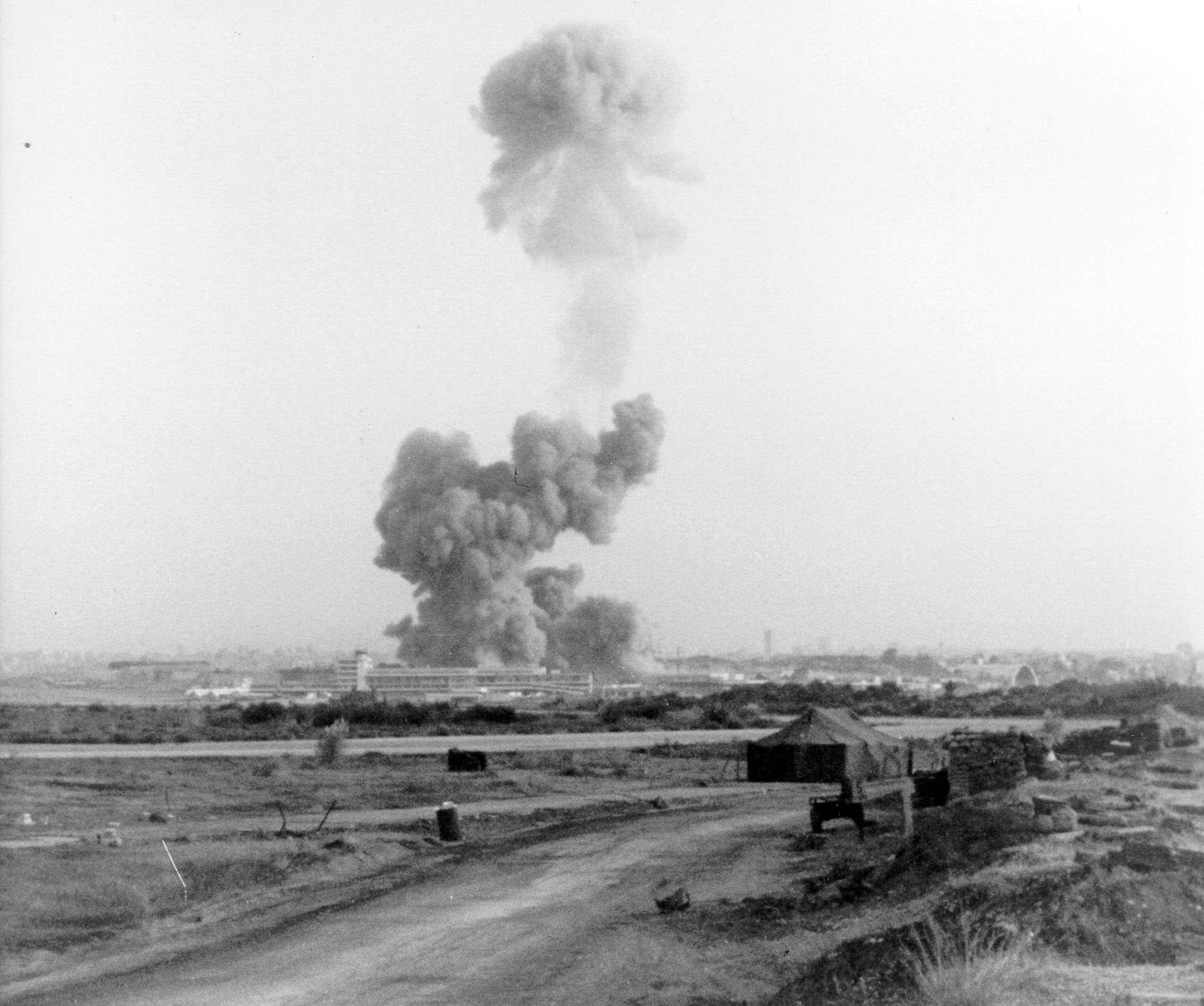
1983年，贝鲁特，兵营遭到轰炸。

1975年，黎巴嫩爆发了一场持续了15年的内战，严重破坏了黎巴嫩的经济，造成大量人员伤亡和财产损失。据估计，有15万人遇难，20万人受伤，约90万人（占战前人口的五分之一）流离失所。1990年，各方签署塔伊夫协议（Taif Agreement）结束内战，但黎巴嫩的很多地方已经成为一片废墟。
在内战期间，巴勒斯坦解放组织利用黎巴嫩对以色列发动袭击。以色列国防军分别于1978年和1982年两度入侵并占领黎巴嫩，第二次入侵时，巴勒斯坦解放组织遭到驱逐。2000年之前以色列一直控制着黎巴嫩南部。由于真主党不断发动袭击，而且舆论认为如果以军撤出黎巴嫩，暴力事件将减少并消解，以色列总理埃胡德·巴拉克（Ehud Barak）决定撤军。联合国认为以色列部队撤出蓝色分界线符合联合国安理会第425号决议，但边境地区谢巴赫（Shebaa）农场的所属权仍有争议。真主党宣称它不会停止军事行动直到这一地区获得解放。

### 雪松革命
2005年3月14日，多达100万人示威游行，要求结束叙利亚对黎巴嫩的占领。2005年2月14日，黎巴嫩前总理拉菲克·哈里里（Rafik Hariri）在贝鲁特圣乔治湾附近的一起汽车爆炸袭击中遇刺身亡。由于叙利亚在黎巴嫩开展广泛的军事和情报行动，而且哈里里与大马士革就叙利亚支持修订宪法以延长拉胡德（Lahoud）总统任期一事颇有嫌隙，亲西方的3月14日联盟领导者指控叙利亚是这起刺杀事件的主使。其他人（即3月8日联盟和叙利亚官员）则宣称这起刺杀事件可能是以色列的马萨德（Mossad）所为，意在破坏黎巴嫩的稳定。
刺杀事件激起了一系列游行示威，媒体称之为“雪松革命”，示威者要求叙利亚从黎巴嫩撤军，并成立一个国际委员会来调查刺杀事件。联合国安理会于2005年4月7日一致通过了1595号决议，呼吁对拉菲克·哈里里刺杀事件进行调查。初步调查结果“梅利斯（Mehlis）报告”于2005年10月20日正式公布，报告称叙利亚和黎巴嫩政府高官均参与了这次刺杀事件。最终在西方的压力下，叙利亚开始从黎巴嫩撤出1.5万人的军队。2005年4月26日，所有叙利亚正规军都已经撤离。哈里里刺杀事件之后，发生了一系列针对众多黎巴嫩要人的刺杀事件。

### 2006年以黎冲突
2006年7月12日，为了转移以军的注意力，真主党向以色列边境城镇发射了火箭弹，然后对在以色列边境巡逻的两辆悍马装甲车发射了反坦克导弹。两辆悍马中共有7名以色列士兵，2人受伤，3人死亡，另外2人被绑架到黎巴嫩。在以军以失败告终的一次营救行动中，另有5名士兵死亡。在黎巴嫩，空袭造成其民用基础设施严重受损（包括贝鲁特机场），此后，以军地面部队又进入了真主党控制的地区。在至少962次袭击中，以军在黎巴嫩南部投放了460万枚集束子弹药，其中大部分是在战争结束前的最后3天中投放的，当时以军知道和解即将达成。在黎巴嫩，真主党向以色列北部发射了3970枚火箭弹，大部分都是向城区发射的。长达一个月的冲突给以色列和黎巴嫩都造成了巨大的人员伤亡，以色列有近160人丧生，黎巴嫩有1000多人丧生。2006年8月14日，联合国安理会发布了1701号决议，要求真主党和以色列停火，冲突正式结束。被绑架的戈德瓦瑟（Goldwasser）和雷格夫（Regev）被关押了2年，期间没有任何关于他们的消息。直到2008年7月16日，真主党归还了他们的遗体以换取活着的真主党战俘。

### 巴里德河冲突
巴里德河（阿拉伯语为نهر البارد，意为寒冷的河流）是黎巴嫩北部的一个巴勒斯坦难民营，距的黎波里约16公里。大约3万名流离失所的巴勒斯坦人及其后代住在营地及周边地区。巴里德河流过营地南部，营地因此得名。1949年12月红十字会联盟建立了这个营地，收留贝卡河谷和的黎波里郊区饱受严冬之苦的巴勒斯坦难民。根据1969年《开罗协议》，黎巴嫩军队不得进入任何巴勒斯坦营地。
2007年5月19日，周六深夜，黎巴嫩安全部队包围了一座建筑物，据称被控当天早些时候劫持银行的法塔赫武装分子藏身其中。2007年5月20日周日上午，黎巴嫩安全部队对该建筑物发起进攻，双方开始了长达一天的交火。出于报复，法塔赫伊斯兰组织成员袭击了巴里德河营地的一个军队检查站，杀死了数名熟睡中的士兵。黎巴嫩部队则立即对营地进行了轰炸。
巴里德河营地成为了黎巴嫩军队与法塔赫交战的中心。营地一方面被团团包围，一方面又遭到严重轰炸。据联合国难民救济及工程局估计，双方的战斗摧毁了营地中85%的住所使人们无法居住，还对基础设施造成了严重破坏。多达4万名营地居民被迫逃离，许多人向南逃到10公里外早已人满为患的巴达维营地。
在这场黎巴嫩部队与受基地组织影响的法塔赫之间的战斗中，至少有169名士兵、287名游击队员和47名平民丧生。该地区的重建基金很难到位，流离失所的难民生活艰辛。红十字国际委员会、巴勒斯坦红新月会以及黎巴嫩红十字会帮助疏散难民营中的人并为他们提供医疗用品和基本食物。

### 2008年内乱
2007年10月拉胡德总统任期结束，反对派表示如果不能达成分权协议，就拒绝为继任者投票，这使得黎巴嫩在一段时间内没有总统。由于政府宣布真主党的通信网络为非法，2008年5月9日，真主党和阿迈勒（Amal）部队占领了贝鲁特西部，发动了自1975-90年内战以来最糟糕的内乱。据《每日之星》报道，这次暴力事件“险些使黎巴嫩再次卷入内战”，而黎巴嫩政府则称之为一场有预谋的政变。至少62人在冲突中死亡。
2008年5月21日，在阿拉伯联盟的调解下，经过5天的谈判，黎巴嫩主要各方在卡塔尔签订了《多哈协议》，结束了战斗。根据协议，双方都同意选举前部队领袖米歇尔·苏莱曼（Michel Suleiman）为总统，并建立全国统一政府，反对党拥有否决权，结束了长达18个月的政治僵局。协议标志着反对党的胜利，他们在组阁、真主党通讯网络以及机场安全主管方面赢得了对方让步，增加了其政治筹码。